# Brachymenium erectum
Brachymenium erectum är en bladmossart som beskrevs av Margadant 1972. Brachymenium erectum ingår i släktet Brachymenium och familjen Bryaceae. Inga underarter finns listade i Catalogue of Life.